# Copa Interclubes Kagame 2004
La Copa Interclubes Kagame 2004 fue la 30.ª edición de este torneo de fútbol a nivel de clubes de África organizado por la CECAFA y que contó con la participación de 10 equipos representantes de África Central y África Oriental, 3 equipos menos que en la edición anterior.
El APR FC de Ruanda venció al Ulinzi Stars de Kenia en la final disputada en Ruanda para ganar el título por primera vez, mientras que el campeón de la edición anterior Villa SC de Uganda fue eliminado en la fase de grupos.

## Fase de grupos

### Grupo A
| 25 de abril de 2004 | Ulinzi Stars                         | 5:3 | Jamhuri FC                   | Amahoro Stadium, Kigali, Ruanda |  |
|                     | Musa 16', 20', 48' · Ogweno 25', 27' |     | Kaigwa 34', 65' · Othman 75' |                                 |  |

| 26 de abril de 2004 | APR FC                            | 2:0 | Elman FC | Amahoro Stadium, Kigali, Ruanda |  |
|                     | Sirengo 19' · Karekezi 49' (pen.) |     |          |                                 |  |

| 28 de abril de 2004 | APR FC      | 1:1 | Ulinzi Stars | Amahoro Stadium, Kigali, Ruanda |  |
|                     | Sirengo 49' |     | Baraza 84'   |                                 |  |

| 28 de abril de 2004 | Express FC      | 1:1 | Elman FC | Amahoro Stadium, Kigali, Ruanda |  |
|                     | Obua 90' (pen.) |     | Noor 20' |                                 |  |

| 30 de abril de 2004 | Jamhuri FC        | 1:3 | Express FC                        | Amahoro Stadium, Kigali, Ruanda |  |
|                     | Mfaume 74' (pen.) |     | Mubiru 5' · Obua 21' · Kidega 80' |                                 |  |

| 30 de abril de 2004 | Elman FC | 0:2 | Ulinzi Stars            | Amahoro Stadium, Kigali, Ruanda |  |
|                     |          |     | Ogweno 59' · Simiyu 64' |                                 |  |

| 2 de mayo de 2004 | Elman FC | 1:1 | Jamhuri FC | Amahoro Stadium, Kigali, Ruanda |  |
|                   | Noor 80' |     | Ali 8'     |                                 |  |

| 2 de mayo de 2004 | Express FC | 1:4 | APR FC                                            | Amahoro Stadium, Kigali, Ruanda |  |
|                   | Mubiri 22' |     | Gatete 10' · Sirengo 50' · Mulisa 69' · Odoch 86' |                                 |  |

| 4 de mayo de 2004 | APR FC                                                                               | 8:0 | Jamhuri FC | Amahoro Stadium, Kigali, Ruanda |  |
|                   | Paul 17' (pen) · Karekezi 21', 41', 53', 60' · Gatete 53' (pen.) · Munyambe 82', 89' |     |            |                                 |  |

| 4 de mayo de 2004 | Ulinzi Stars                       | 3:1 | Express FC | Amahoro Stadium, Kigali, Ruanda |  |
|                   | Ogweno 21' · Ogot 60' · Simiyu 88' |     | Otieno 85' |                                 |  |

| Club         | G | E | P | GF | GC | Pts |
| ------------ | - | - | - | -- | -- | --- |
| APR FC       | 3 | 1 | 0 | 15 | 2  | 10  |
| Ulinzi Stars | 3 | 1 | 0 | 11 | 5  | 10  |
| Express FC   | 1 | 1 | 2 | 6  | 9  | 4   |
| Elman FC     | 0 | 2 | 2 | 2  | 6  | 2   |
| Jamhuri FC   | 0 | 1 | 3 | 5  | 17 | 1   |

### Grupo B
| 25 de abril de 2004 | Villa SC   | 1:1 | SC Kiyovu Sport | Amahoro Stadium, Kigali, Ruanda |  |
|                     | Masaba 67' |     | Kamwembe 40'    |                                 |  |

| 27 de abril de 2004 | Muzinga FC                                                      | 7:0 | Gendarmerie | Amahoro Stadium, Kigali, Ruanda |  |
|                     | Nahimana 8', 22', 74' · Kaita 25', 48' · Mugisha 44' · Toto 88' |     |             |                                 |  |

| 29 de abril de 2004 | Simba SC   | 1:1 | Muzinga FC      | Amahoro Stadium, Kigali, Ruanda |  |
|                     | Kisiga 19' |     | Nzohabonayo 41' |                                 |  |

| 29 de abril de 2004 | SC Kiyovu Sport                                                       | 6:1 | Gendarmerie | Amahoro Stadium, Kigali, Ruanda |  |
|                     | Ndayizere 2' · Saidi 26' · Kamwembe 60' · Andalla 63', 75' · Lewi 77' |     | Okich 39'   |                                 |  |

| 1 de mayo de 2004 | Villa SC   | 1:2 | Simba SC         | Amahoro Stadium, Kigali, Ruanda |  |
|                   | Amboka 80' |     | Machupa 30', 45' |                                 |  |

| 1 de mayo de 2004 | SC Kiyovu Sport       | 2:1 | Muzinga FC   | Amahoro Stadium, Kigali, Ruanda |  |
|                   | Levis 49' · Saidi 83' |     | Katembwe 77' |                                 |  |

| 3 de mayo de 2004 | Simba SC | 0:0 | SC Kiyovu Sport | Amahoro Stadium, Kigali, Ruanda |  |
|                   |          |     |                 | Asistencia: 2.545 espectadores  |  |

| 3 de mayo de 2004 | Villa SC                                         | 7:0 | Gendarmerie | Amahoro Stadium, Kigali, Ruanda |  |
|                   | Mwalala 2', 15', 41' · Watson 24', 28', 83', 87' |     |             |                                 |  |

| 5 de mayo de 2004 | Gendarmerie | 0:5 | Simba SC                                       | Amahoro Stadium, Kigali, Ruanda |  |
|                   |             |     | Machupa 3', 70' · Kisiga 7', 55' · Gabriel 89' |                                 |  |

| 5 de mayo de 2004 | Villa SC                | 2:0 | Muzinga FC | Amahoro Stadium, Kigali, Ruanda |  |
|                   | Amboka 75' · Sarray 86' |     |            |                                 |  |

| Club            | G | E | P | GF | GC | Pts |
| --------------- | - | - | - | -- | -- | --- |
| SC Kiyovu Sport | 2 | 2 | 0 | 9  | 3  | 8   |
| Simba SC        | 2 | 2 | 0 | 8  | 2  | 8   |
| Villa SC        | 2 | 1 | 1 | 11 | 3  | 7   |
| Muzinga FC      | 1 | 1 | 2 | 9  | 5  | 4   |
| Gendarmerie     | 0 | 0 | 4 | 1  | 25 | 0   |

## Semifinales
| 7 de mayo de 2004 | APR FC          | 2:1 | Simba SC    | Amahoro Stadium, Kigali, Ruanda |  |
|                   | Gatete 60', 88' |     | Machupa 20' |                                 |  |

| 7 de mayo de 2004 | SC Kiyovu Sport | 0:1 (t.e.) | Ulinzi Stars | Amahoro Stadium, Kigali, Ruanda |  |
|                   |                 |            | Ogot 113'    |                                 |  |

## Tercer Lugar
| 9 de mayo de 2004 | Simba SC    | 1:1 (5-6 p) | SC Kiyovu Sport | Amagor Stadium, Kigali, Ruanda  |                                 |
|                   | Machupa 20' |             | Kamwembe 46'    | Asistencia: 25.000 espectadores | Asistencia: 25.000 espectadores |

## Final
| 9 de mayo de 2004 | APR FC                                | 3:1 | Ulinzi Stars | Amahoro Stadium, Kigali, Ruanda                                  |                                                                  |
|                   | Karekezi 13' · Gatete 49' (pen.), 70' |     | Simiyu 10'   | Asistencia: 25.000 espectadores Árbitro(s): Faustin Ndayishimite | Asistencia: 25.000 espectadores Árbitro(s): Faustin Ndayishimite |

## Campeón
| Copa Interclubes Kagame 2004 |
| ---------------------------- |
| Bandera de Ruanda            |
| APR FC 1º Título             |